# Narcissus × incurvicervicus
Narcissus × incurvicervicus là một loài thực vật có hoa lai ghép trong họ Amaryllidaceae. Loài này được Barra & G.López mô tả khoa học đầu tiên năm 1982.